# 伍偉樂
伍偉樂（Idea Ng，1983年5月6日—）2002年亞洲電視藝員訓練班畢業。加入亞洲電視前，是位業餘模特兒。前兒童節目主持，現時於九巴任職車長。

## 個人生活
自從亞洲電視被取消廣播牌照後，伍偉樂已減少幕前工作，在2018年曾亮相ViuTV節目，偶爾亦擔任婚禮主持及拍廣告。在2020年7月，媒體發現原來他已轉行做巴士司機，並上載員工證分享近況。因為他育有四名子女，要應付子女的興趣班等費用，所以每月支出達3萬元。他坦言未有放棄幕前工作，若有機會，即使分文不收亦不介意。

## 演出作品

### 電視劇（亞洲電視）
- 2002年：《法內情2002》
- 2003年：《萬家燈火》飾 高深（第154集至155集）
- 2004年：《我和殭屍有個約會III之永恆國度》飾 烏龍
- 2004年：《暴風型警》
- 2005年：《危險人物·秀茂坪少年殺人事件》飾 阿彪
- 2006年：《香港奇案實錄·WTO 危情六日》飾 林忠邦
- 2006年：《香港奇案實錄·魔鬼天使》飾 張浩文
- 2006年：《情陷夜中環2》飾 經紀陳
- 2007年：《靈捨不同》客串 男鬼
- 2007年：《十六不搭喜趣來》飾 謝成風
- 2008年：《火蝴蝶》飾 光仔
- 2010年：《法網群英》飾 阿泰（蠱惑仔）
- 2010年：《香港GoGoGo》飾 李政

### 節目主持（亞洲電視）
- 2002年：第八屆十大電視廣告頒獎典禮
- 2002年：音樂無窮
- 2002年：你說怎麼辦
- 2002年：2003節目巡禮
- 2002年：全民大測試
- 2002年：威馬工展迎新禧
- 2003年：喜慶羊羊滿萬家
- 2003年：第九屆十大電視廣告頒獎典禮
- 2003年：全城抗炎大行動
- 2003年：529星光薈萃賀台慶
- 2003年：抗炎行動(II)人人有責
- 2003年：2002/2003冠軍人馬頒獎典禮
- 2003年：下一站尖沙咀
- 2004年：金猴賀歲迎新春
- 2004年：攪笑快閃黨
- 2004年：亞視台慶新勢力
- 2004年：日本人氣100強
- 2004年：至IN至潮玩樂新體驗
- 2004年：下午麼麼茶
- 2005年：金雞賀歲迎新春
- 2007年: 有腦E班
- 2007年: 嘆盡全世界
- 2007年: 嘆盡東南亞
- 2007年: 澳門滿Fun全攻略
- 2009年: 媽媽不懂的事
- 2010年: 通識小學堂
- 2011年: 尋找百姓家

### 電影
- 2010年: 《線人》，飾演滄東同事

## 外部連結
- 藝員資訊（己失效）